# Обчислювальна машина Штаффеля

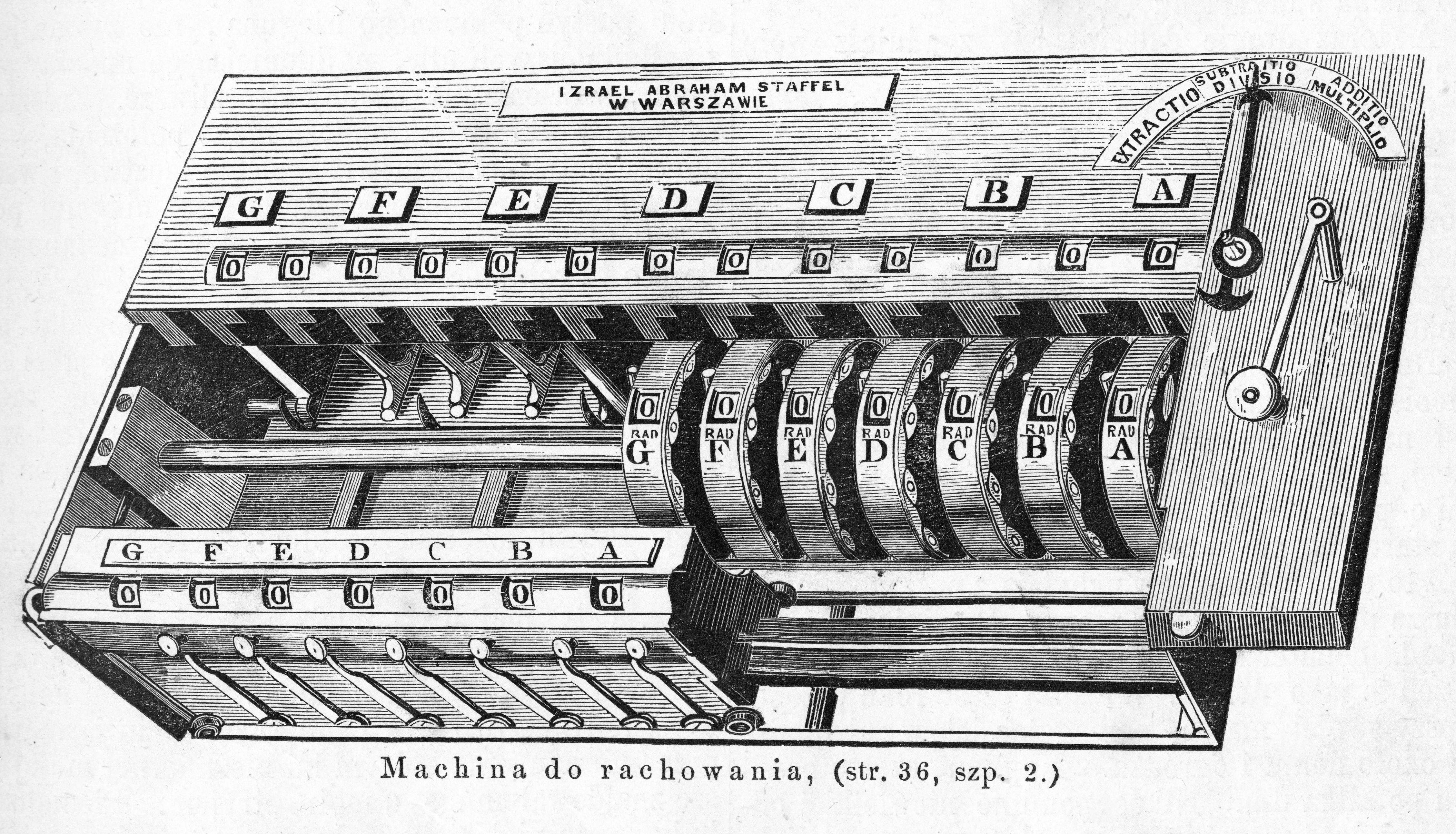
Машина Штаффеля

Обчислювальна машина Штаффеля — механічний пристрій, що дозволяє виконувати операції додавання,
віднімання, множення, ділення, піднесення до степеня і наближений розрахунок квадратного кореня. Сконструйована Ізраїлем Авраамом Штаффелем і вперше представлена на промисловій виставці в Варшаві 1845 року. Є найбільш складним пристроєм з розроблених Штаффелем.
Жоден екземпляр машини не зберігся до XXI століття. Її конструкція відома тільки з історичних джерел, переважно — це статті в пресі, звіти й рішення журі з виставок, на яких демонструвалася машина.